# Icterus portoricensis
Icterus portoricensis là một loài chim trong họ Icteridae.